# Marijina legija
Marijina legija (lat. Legio Mariae) je međunarodna katolička dragovoljna laička organizacija i pokret unutar Crkve koji za ima cilj sudioništvo i suradnju u njezinom evangelizacijskom poslanju. U svomu se poslanju članovi Legije posebno posvećuju marijanskoj pobožnosti.

## Ime
Ime je preuzela od starorimske vojne postrojbe legije. Za razliku od nje, oružje su Marijine legije molitva, žrtva i apostolski rad. 

## Povijest
Osnovao ju je 7. rujna 1921. godine u Dublinu irski katolički laik Frank Duff. Osnovana je kao katolički marijanski pokret radi duhovne obnove samih članova i širenja Božjega kraljevstva po zagovoru i pobožnostima Majci Božjoj. Duffa je na osnivanje potaknula Rasprava o pravoj pobožnosti prema Presvetoj Djevici Mariji sv. Ljudevita Marije Montforstskog.
Za svoj rad Duff je dobio priznanje samog pape: papa Pavao VI. ga je kao promatrača pozvao na Drugi vatikanski koncil.
Ova se organizacija širi pod crkvenim vodstvom, stoga zajednice Marijine legije redovito pripadaju župnim zajednicama unutar kojih ostvaruju laički apostolat.
U Hrvata djeluje u Hrvatskoj i BiH. U Hrvatskoj djeluje od 1960., a neki podatci sugeriraju da je početak njezina rada u Hrvatskoj 1956.
Danas Marijina legija ima preko 12 milijuna radnih i molitvenih članova u dvije tisuće biskupija diljem svijeta, čime je najveća apostolska orgaizacija laika Katoličke Crkve. Najviše joj je članova u Južnoj Koreji, Filipinima, Brazilu, Argentini i DR Kongu. Svaka od navedenih država ima od 250 000 do 500 000 članova.
Vodi se postupak za proglašenje blaženim utemeljitelja Marijine legije Franka Duffa te istaknutih članova Alfija Lambea i Edel Quinn.

## Pravila
Djeluje prema svom Priručniku. Njen je priručnik prilagodljiv svim kulturama i narodima. 
Priručnik navodi da je cilj Marijine legije posvećenjem svojih članova u molitvi i radu, pod vodstvom svećenika, sudjelovati u velikom djelu Marije i Crkve: "satrti glavu zmiji" i proširiti Kristovo kraljevstvo. Članovi, kao osobe koje su poslušne Kristovu nalogu, obvezni su nositi Radosnu vijest svakom stvoru, govoreći o Bogu i Otkupitelju našem, Kristu. Priručnik uvodi članove u marijansku duhovnost i daje im praktične upute za apostolat.
Obavljanje svoje dužnosti čine u uskoj povezanosti s Blaženom Djevicom Marijom, koja je kao Majka Kristova, kojeg je začela po Duhu Svetom, postala je pod križem Majkom Kristove braće odnosno Majkom Crkve. Legionari poput nje žele u bližnjima prepoznati Krista i služiti mu.

## Ustroj
Marijina se legija sastoji od mnoštva osnovnih jedinica. Najmanja i osnovna zove se prezidij. Njega čini župna skupina vjernika koja je Crkvi na raspolaganju. Predvodi ih nadležni župnik. Više prezidija organizira se prema dekanatskoj ili državnoj razini. Mlađi od 18 godina imaju posebne skupine. Vrhovno je vodstvo Marijine legije Koncilij u Dublinu.

## Članstvo
Članovi mogu biti radni i molitveni. I jedni i drugi su važni za rad ove legije. Radni se članovi sastaju tjedno. Svakodnevno mole molitvu Marijine legije Veliča, a najmanje dva sata tjedno obavljaju apostolski rad. Godišnje imaju duhovne vježbe. 
Marijinoj legiji može se pristupiti kao molitveni članovi, podupirući joj rad molitvom: ovi članovi ne nazoče susretima, ne dobivaju radna zaduženja, ali mole legijske molitve i Gospinu krunicu pomažući tako apostolat radnih članova.

## Rad
Marijina se Legija Crkvi stavlja na raspolaganje za svaki dušobrižnički ili društveni rad, osim ako se radi o davanju materijalne pomoći, skupljanju novca i političkog djelovanja. Članovi djeluju u dogovoru sa župnikom. Primjerice, po kućama pohode nove župljane, stare i osamljene osobe (i kod njih kod kuće ili u domovima), pohađaju zatvorenike, podučavaju, pripremaju bolesne za primanje sakramenata, pozivaju župljane na sudjelovanje u župnom životu, šire katoličke medije, provode apostolat među osobama na rubu društva, pomažu župnom uredu. 
Na tjednim se susretima zaziva Duha Svetoga. Nakon zaziva moli se krunicu. Potom je kratko duhovno čitanje iz Priručnika. Nakon ovog duhovnog dijela, slijedi upravno-činovnički dio, u kojem se izvješćuje o radu. Poslije toga je Catena legionis. Slijedi svećenikov ili predsjednikov nagovor. Nakon toga svaki član (u parovima) dobije radnu zadaću za sljedeći tjedan. Na kraju je završna molitva. Mlađi od 18 godina imaju posebna radna zaduženja.

## Žrtve
Mnoštvo je članova Marijine legije patilo i stradalo zbog odanosti Kristu i Crkvi. Od osnutka do danas, preko četiri tisuće članova je poginulo ili ubijeno, dok je preko 20 000 zbog rada u Legiji završilo u zatvoru. U Hrvatskoj se također trpilo zbog progona, pa se za vrijeme Jugoslavije djelovalo skriveno.

## Izdavaštvo
- Marijin legionar

## Vanjske poveznice
Ostali projekti
|  | Zajednički poslužitelj ima još gradiva o temi Marijina legija |

Mrežna mjesta
- Concilium Legionis Mariae, službeno mrežno mjesto (engleski)
- Marijina legija Petrinja
- Marijina legija župe Kamen
- Župa sv. Josipa, Trešnjevka, Marijina legija  Arhivirana inačica izvorne stranice od 27. ožujka 2010. (Wayback Machine)
- Tesera – Legijska molitva